# Fruiten

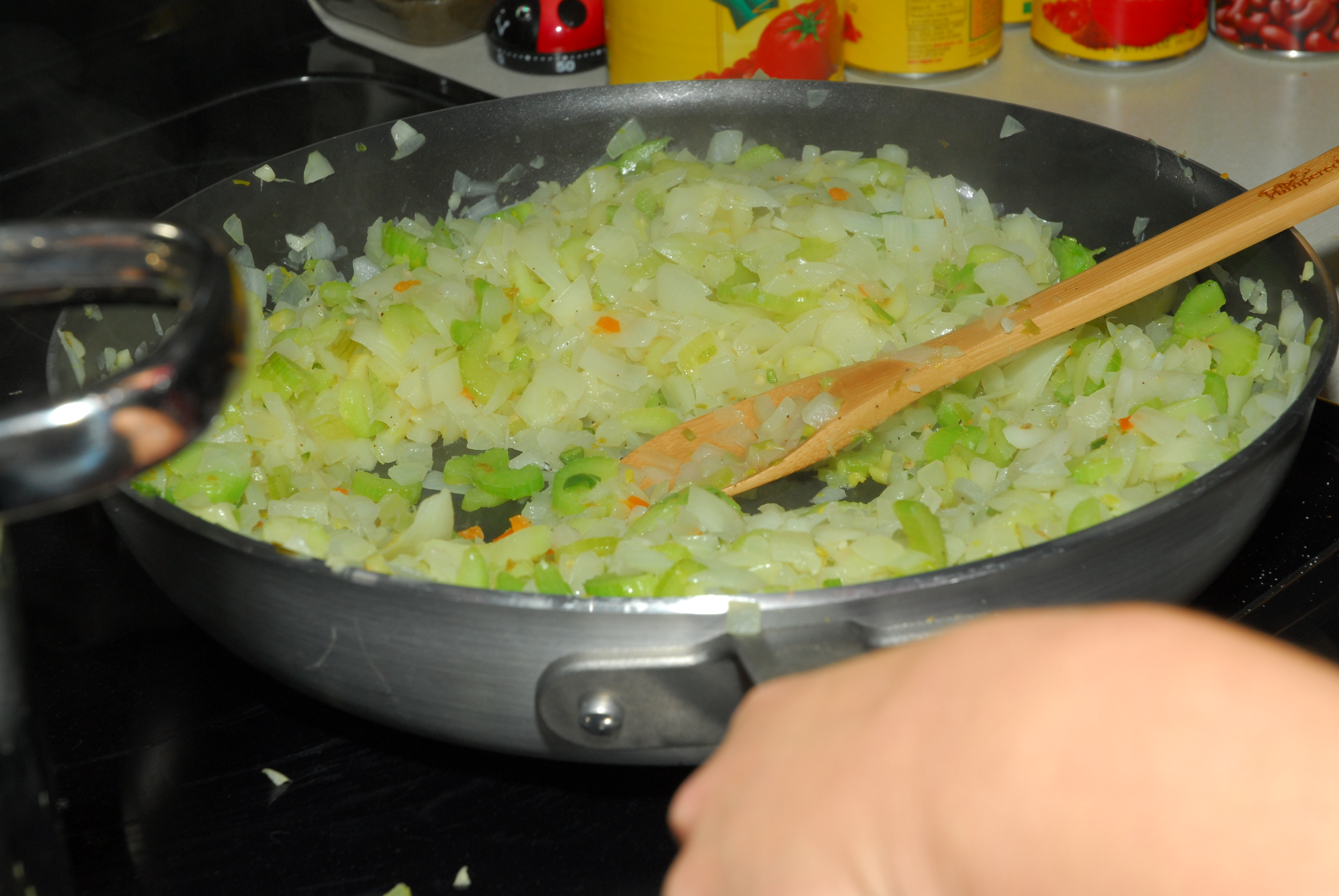
Het fruiten van groenten

Fruiten of aanzweten is een kooktechniek, waarbij in een open pan gesneden groenten in boter of olie al roerend  worden gebakken. Dit wordt vaak bij uien gedaan. De gesnipperde uien krijgen hierdoor een licht goud-gele kleur, en worden glazig. Fruiten wordt gedaan om het aroma en de smaak van de groente te verbeteren. Deze komen namelijk beter vrij door verhitting. De kooktechniek is vergelijkbaar met sauteren. Het fruiten geschiedt echter op middelmatig vuur en sauteren op hoog vuur.